# The King 2 Hearts
The King 2 Hearts (hangul: 더킹 투하츠; rr: Deo King Tu Hacheu) é uma série de televisão sul-coreana exibida pela MBC de 21 de março a 24 de maio de 2012, com um total de vinte episódios. É estrelada por Ha Ji-won e Lee Seung-gi. Seu enredo refere-se a um príncipe herdeiro sul-coreano que se apaixona por uma agente especial norte-coreana.

## Enredo
A Coreia do Sul moderna é governada por uma monarquia constitucional descendente da dinastia Joseon. Lee Jae-ha (Lee Seung-gi) é o seu príncipe herdeiro, que não se preocupa com política e sente total relutância em ser o segundo na linha sucessória ao trono. Lee Jae-kang (Lee Sung-min), o atual rei, o insere em uma colaboração militar conjunta com a Coreia do Norte, em uma tentativa de fazê-lo amadurecer.
Na Coreia do Norte, Kim Hang-ah (Ha Ji-won) filha de um oficial do alto comando militar norte-coreano, é uma oficial das Forças especiais de seu país. Ela é enviada a Coreia do Sul para participar do treinamento militar conjunto, em uma missão crucial para o estabelecimento de relações amistosas entre os dois países separados. Jae-ha e Hang-ah se encontram e embora sejam inicialmente antagônicos entre si, se desencadeia entre eles uma amizade e subsequentemente Jae-ha se apaixona por Hang-ah. Enquanto tentam construir um relacionamento crescente, a vida de ambos muda quando o Rei Jae-kang e sua esposa são assassinados pelo grupo terrorista Club M, liderado por John Mayer / Kim Bong-gu (Yoon Je-moon), um mágico misterioso que é obcecado em eliminar a família real e planeja governar em seu lugar. Agora coroado o novo rei da Coreia do Sul, Jae-ha deve aprender a ser responsável e proteger o país antes que seja tarde demais.

## Elenco

### Principal
- Ha Ji-won como a capitã Kim Hang-ah[1]

Hang-ah é uma oficial e instrutora das Forças Especiais da Coreia do Norte, conhecida nas forças armadas como a "Dama de Ferro", com absolutamente nenhuma feminilidade dentro dela. Após incidentes envolvendo-a com o príncipe sul-coreano Jae-ha ("o arquiinimigo do estado socialista e do povo"), ele se apaixona por ela durante a colaboração conjunta de treinamento. Depois que o príncipe Jae-ha confessa seus sentimentos por ela na TV, Hang-ah é designada para espionar a família real.
- Lee Seung-gi como o príncipe/rei Lee Jae-ha[2][3][4]
  - Kang Han-byeol como Jae-ha jovem

O príncipe herdeiro Jae-ha é um indivíduo arrogante e irresponsável que escolheu possuir essas características devido a sua relutância em assumir o trono. Quando seu irmão, o rei Jae-kang, subiu ao trono, ele prezumiu que poderia viver um estilo de vida "playboy" pelo resto de sua vida. Entretanto, seu irmão o incluiu no exercício militar entre as duas Coreias, organizado pelo mesmo e o comando militar da Coreia do Norte a fim de tentar amadurecer Jae-ha.
- Jo Jung-suk como Eun Shi-kyung

Filho de Eun Kyu-tae, o conselheiro-chefe do rei, ele é um oficial militar sul-coreano que participa da colaboração conjunta. Posteriormente é promovido à Guarda Real. Shi-kyung é absolutamente leal e rigoroso por natureza, e se interessa romanticamente pela princesa Jae-shin.
- Yoon Je-moon como Kim Bong-gu (John Mayer)[5]

É um mágico duante o dia e a noite é um traficante de armas, mentor de terrorismo e assassino. Ele decide assassinar o rei sul-coreano após as negociações de paz serem estabelecidas entre as duas Coreias, o que comprometeria seu negócio de armas.
- Lee Yoon-ji como a princesa Lee Jae-shin[6][7]

É a irmã mais nova do príncipe Jae-ha e do rei Jae-kang. Apesar de pertencer a família real, gosta de apresentar-se como uma cantora de rock, o que a levou a ser pega por Shi-kyung.

### Estendido
- Lee Sung-min como o rei Lee Jae-kang
  - Park Gun-tae como Jae-kang jovem
- Youn Yuh-jung como a rainha mãe Bang Yang-seon[8]
- Lee Soon-jae como Eun Kyu-tae
- Jung Man-sik como o norte coreano Rhee Kang-seok
- Kwon Hyun-sang como Yeom Dong-ha
- Choi Kwon como Kwon Young-bae
- Lee Do-kyung como Kim Nam-il
- Jeon Gook-hwan como Hyun Myung-ho
- Yeom Dong-hyun como Park Ho-chul
- Lee Yeon-kyung como a rainha Park Hyun-joo

## Recepção
Na tabela abaixo, os números azuis representam as audiências mais baixas e os números vermelhos representam as audiências mais elevadas.
| Episódio | Data de transmissão | Audiência média | Audiência média              | Audiência média | Audiência média              |
| Episódio | Data de transmissão | TNmS Ratings    | TNmS Ratings                 | AGB Nielsen     | AGB Nielsen                  |
| Episódio | Data de transmissão | Em todo o país  | Região Metropolitana de Seul | Em todo o país  | Região Metropolitana de Seul |
| -------- | ------------------- | --------------- | ---------------------------- | --------------- | ---------------------------- |
| 1        | 21 de março de 2012 | 16.5%           | 19.3%                        | 16.2%           | 18.8%                        |
| 2        | 22 de março de 2012 | 16.6%           | 19.3%                        | 16.5%           | 18.3%                        |
| 3        | 28 de março de 2012 | 14.2%           | 16.2%                        | 14.5%           | 17.1%                        |
| 4        | 29 de março de 2012 | 15.6%           | 17.9%                        | 14.6%           | 17.4%                        |
| 5        | 4 de abril de 2012  | 12.1%           | 14.1%                        | 13.5%           | 15.8%                        |
| 6        | 5 de abril de 2012  | 12.2%           | 14.7%                        | 12.1%           | 14.3%                        |
| 7        | 12 de abril de 2012 | 10.7%           | 13.1%                        | 11.0%           | 12.6%                        |
| 8        | 12 de abril de 2012 | 12.3%           | 14.8%                        | 12.5%           | 14.4%                        |
| 9        | 18 de abril de 2012 | 9.7%            | 11.2%                        | 10.8%           | 12.6%                        |
| 10       | 19 de abril de 2012 | 10.5%           | 12.3%                        | 10.5%           | 11.9%                        |
| 11       | 25 de abril de 2012 | 11.2%           | 13.7%                        | 11.3%           | 12.9%                        |
| 12       | 26 de abril de 2012 | 10.0%           | 11.8%                        | 10.7%           | 12.5%                        |
| 13       | 2 de maio de 2012   | 10.5%           | 13.3%                        | 11.3%           | 13.3%                        |
| 14       | 3 de maio de 2012   | 11.1%           | 14.2%                        | 11.1%           | 13.0%                        |
| 15       | 9 de maio de 2012   | 11.2%           | 13.3%                        | 11.1%           | 12.5%                        |
| 16       | 10 de maio de 2012  | 10.2%           | 12.6%                        | 10.5%           | 11.9%                        |
| 17       | 16 de maio de 2012  | 10.8%           | 14.0%                        | 10.2%           | 11.7%                        |
| 18       | 17 de maio de 2012  | 11.2%           | 14.2%                        | 11.2%           | 13.0%                        |
| 19       | 23 de maio de 2012  | 12.5%           | 15.9%                        | 12.1%           | 13.9%                        |
| 20       | 24 de maio de 2012  | 10.4%           | 13.6%                        | 11.8%           | 14.3%                        |
| Média    | Média               | 12.0%           | 14.5%                        | 12.2%           | 14.1%                        |

## Prêmios e indicações
| Ano  | Prêmio                           | Categoria                                           | Beneficiário                            | Resultado |
| ---- | -------------------------------- | --------------------------------------------------- | --------------------------------------- | --------- |
| 2012 | Mnet 20's Choice Awards          | 20 Estrelas de Drama - Masculino                    | Lee Seung-gi                            | Indicado  |
| 2012 | Mnet 20's Choice Awards          | 20 Estrelas de Drama - Feminino                     | Ha Ji-won                               | Indicado  |
| 2012 | Mnet 20's Choice Awards          | Estrela em ascensão aos 20                          | Jo Jung-suk                             | Venceu    |
| 2012 | Seoul International Drama Awards | Melhor Atriz                                        | Ha Ji-won                               | Indicado  |
| 2012 | Seoul International Drama Awards | Drama Coreano de Destaque (Prêmio Pássaro de prata) | The King 2 Hearts                       | Venceu    |
| 2012 | Seoul International Drama Awards | Ator Coreano de Destaque                            | Lee Seung-gi                            | Indicado  |
| 2012 | Seoul International Drama Awards | Atriz Coreana de Destaque                           | Ha Ji-won                               | Indicado  |
| 2012 | Seoul International Drama Awards | Trilha Sonora de Drama Coreano de Destaque          | "Missing You Like Crazy" – Kim Tae-yeon | Venceu    |
| 2012 | Korea Drama Awards               | Melhor Ator Revelação                               | Jo Jung-suk                             | Indicado  |
| 2012 | Korea Drama Awards               | Melhor Trilha Sonora                                | "Missing You Like Crazy" – Kim Tae-yeon | Indicado  |
| 2012 | Mnet Asian Music Awards          | Melhor Trilha Sonora                                | "Missing You Like Crazy" – Kim Tae-yeon | Indicado  |
| 2012 | K-Drama Star Awards              | Prêmio Top Excelência, Atriz                        | Ha Ji-won                               | Indicado  |
| 2012 | K-Drama Star Awards              | Prêmio de Atuação, Atriz                            | Lee Yoon-ji                             | Indicado  |
| 2012 | MBC Drama Awards                 | Prêmio Top Excelência, Ator em Minisséries          | Lee Seung-gi                            | Indicado  |
| 2012 | MBC Drama Awards                 | Prêmio Top Excelência, Atriz em Minisséries         | Ha Ji-won                               | Indicado  |
| 2012 | MBC Drama Awards                 | Prêmio de Excelência, Ator em Minisséries           | Yoon Je-moon                            | Indicado  |
| 2012 | MBC Drama Awards                 | Prêmio de Excelência, Atriz em Minisséries          | Lee Yoon-ji                             | Venceu    |
| 2012 | MBC Drama Awards                 | Melhor Ator Revelação                               | Jo Jung-suk                             | Indicado  |
| 2012 | MBC Drama Awards                 | Prêmio de Melhor Casal                              | Lee Seung-gi & Ha Ji-won                | Indicado  |
| 2012 | MBC Drama Awards                 | Prêmio de Melhor Casal                              | Jo Jung-suk & Lee Yoon-ji               | Indicado  |
| 2013 | Baeksang Arts Awards             | Melhor Ator Revelação (TV)                          | Jo Jung-suk                             | Indicado  |

## Transmissão internacional
- Malásia: 8TV, TV9
- Tailândia: Channel 7[13]